# José Gabriel Calderón Contreras
José Gabriel Calderón Contreras fue obispo católico colombiano nacido el 15 de julio de 1919 en Bogotá y fallecido 15 de marzo de 2006 en Cartago (Valle del Cauca).

## Breve biografía
Monseñor José Gabriel Calderón Contreras, nació en la ciudad de Bogotá, Colombia el 15 de julio de 1919 en el seno de una de las familias más prestigiosas, acomodadas e influyentes de su época. El segundo de 3 hermanos, a muy corta edad conoció la desgracia y se vio obligado a asumir responsabilidades no propias de su edad y estatus, pues su madre murió cuando aún era un niño y luego su padre falleció, cuando era adolescente. Su hermano mayor asumió las riendas de la familia en calidad de albacea. 
Desde muy joven sintió el llamado al sacerdocio y según su propio relato, su madre le confeccionaba indumentarias propias de los sacerdotes. A mediados de la década del 30, fue enviado a París, donde realizó sus estudios en Teología en el Instituto Católico de Saint Sulpice. Allí sufrió los rigores de la invasión alemana a Francia y para proteger su vida tuvo que viajar de regreso a Colombia.
Fue ordenado sacerdote el 8 de noviembre de 1942. En diciembre de 1958 el papa Juan XXIII lo nombró obispo auxiliar de Bogotá, fue consagrado obispo el 6 de enero de 1959 de manos del Cardenal Paolo Giobbe (ex nuncio en Colombia) y asumió como obispo de la extinta Diócesis de Victoriana. En abril de 1962 por orden del papa fue transferido como nuevo obispo ordinario a la diócesis de Cartago (separada de la diócesis de Cali), convirtiéndolo así en su primer obispo. Fue obispo titular diocesano hasta abril de 1995, cuando presentó su renuncia al papa Juan Pablo II, debido a que alcanzó la edad de jubilación.
Desde entonces se dedicó por completo a la academia, editando documentos de corte catequístico y dando cátedras en los Seminarios Menor y Mayor de Cartago. Su última residencia fue el complejo conocido como San Gabriel, una casa campestre junto al Seminario Mayor y la Casa de Retiros diocesana.

## Obras
Durante sus más de 30 años al frente de la diócesis, Mons. Calderon enfrentó grandes retos y buscó siempre llevar progreso a su región, la cual venia desangrándose en medio de conflictos surgidos durante los años 50 y parte de los 60. Para esto, enfocó sus esfuerzos en 2 grandes aspectos: La educación y el desarrollo social sostenible, por lo cual se le considera el "padrino" del desarrollo de Cartago.
Entre sus obras más destacadas se encuentran:

### Obras Educativas
- Colegio La catedral (Fusionado con el Seminario Menor y posteriormente cerrado por motivos económicos en 2009)
- Seminario Menor de Nuestra Señora de la Anunciación (Fusionado con el Colegio Paulo VI, bajo el nombre de este último)
- Seminario Mayor de Nuestra Señora de la Anunciación (enlace roto disponible en Internet Archive; véase el historial, la primera versión y la última).
- Normal Diocesana Santa Maria
- Colegio Paulo VI
- Juan XXIII

### Obras Sociales
- Corporación Diocesana Pro-Comunidad cristiana a través de la cual se canalizan los recursos provenientes de ayudas nacionales y extranjeras para apoyo en la construcción de vivienda para gentes de escasos recursos económicos, comedores comunitarios, apoyo a orfanatos y asilos de ancianos y otros servicios de carácter social.
- Asilo para sacerdotes católicos ancianos.
- Casa de Retiro Diocesana.
- Imprenta diocesana Santa Helena. (Clausurada en 2007)
- Varios conventos.
- Centro Catequístico. (Clausurada en 2007)
- Más de 10 barrios.

Una de las obras menos palpables de Mons. Calderón fue sin duda, la conservación de la hacienda "Gavilanes", como un pulmón verde para la ciudad de Cartago. En esta propiedad se desarrollaron a lo largo de los años varios proyectos, entre los que de destacan, la Normal Superior Santa Maria, los Seminarios, un convento, el barrio Santa Maria, las Iglesias de Santa Maria y la Medalla Milagrosa, el complejo San Gabriel, la Casa de Retiro Diocesana, entre otros.